# Columnea guttata
Columnea guttata är en tvåhjärtbladig växtart som beskrevs av Eduard Friedrich Poeppig. Columnea guttata ingår i släktet Columnea och familjen Gesneriaceae. Inga underarter finns listade i Catalogue of Life.